# Vincenzo Grossi
Vincenzo Grossi (Pizzighettone, 9 marzo 1845 – Vicobellignano, 7 novembre 1917) è stato un presbitero italiano, fondatore della congregazione delle Figlie dell'Oratorio. Beatificato nel 1975, è stato proclamato santo da papa Francesco nel 2015.

## Biografia
Nacque a Pizzighettone, in provincia di Cremona, il 9 marzo 1845, penultimo dei dieci figli di Baldassarre Grossi e Maddalena Cappellini, proprietari di un mulino. Coltivando il desiderio di assomigliare al fratello Giuseppe, che frequentava il seminario diocesano, manifestò ai genitori il desiderio di diventare sacerdote. Dopo avere studiato privatamente sotto la guida del parroco, continuando però ad aiutare il padre nell'attività del mulino, dopo la licenza ginnasiale fu ammesso nel seminario di Cremona. Il 22 maggio 1869 fu ordinato sacerdote: i suoi primi incarichi furono nelle parrocchie di San Rocco in Gera di Pizzighettone, Sesto Cremonese e Cà de' Soresini, mentre il suo primo mandato come parroco fu nel 1873 a Regona, frazione di Pizzighettone. La sua santità "ordinaria" lo vedeva impegnato per lunghe ore al confessionale, mentre altrettante le passava davanti al tabernacolo. La sua fama di predicatore lo fece chiamare anche nelle missioni popolari. Nel 1883 fu inviato come parroco a Vicobellignano, una parrocchia difficile con una forte presenza metodista. Dei fratelli "separati" diceva: "I metodisti devono comprendere che amo anche loro", e per questo cercò di essere per tutti "il bastone che sostiene e non la verga che ferisce", col risultato che le famiglie protestanti mandavano i loro figli alla scuola parrocchiale. Resosi conto poi della necessità di educare cristianamente le giovani generazioni, particolarmente le ragazze, nel 1885 pose le basi di una nuova congregazione femminile, le "Figlie dell'Oratorio" - così chiamate perché l'oratorio doveva essere il loro campo d'azione preferenziale e perché l'istituto era posto sotto la protezione di san Filippo Neri - ma non riuscì a vederne l'approvazione pontificia, giunta solo il 29 aprile 1926: infatti don Vincenzo morì il 7 novembre 1917 a causa di una peritonite. Le sue ultime parole: "La via è aperta: bisogna andare" sono diventate il motto della Congregazione da lui fondata. Le sue spoglie si trovano in un sacello nella cappella della Casa madre delle Figlie dell'Oratorio, a Lodi.

## Beatificazione e canonizzazione
Il 23 ottobre 1947 si è aperto a Cremona il Processo Informativo. Il 10 maggio 1973 è stato promulgato il decreto sull'eroicità delle virtù. Successivamente, secondo la normativa del tempo, due guarigioni, una avvenuta il 25 dicembre 1945, la seconda verificatasi il 4 luglio 1949, sono state ritenute scientificamente inspiegabili e attribuite alla sua intercessione. Dopo la promulgazione del relativo decreto, avvenuta il 23 maggio 1975, il 1º novembre 1975 è avvenuta a Roma la cerimonia di beatificazione del Venerabile Vincenzo Grossi. 
Dal 2 maggio 2007 al 13 maggio 2010 si è svolta l'inchiesta diocesana sulla guarigione, avvenuta nel 1990, di una neonata di Pizzighettone, affetta da "anemia eritropoietica di tipo 2". Non potendo ricevere un trapianto di midollo in mancanza di familiari compatibili, era mantenuta in vita tramite trasfusioni. Dopo che una suora delle Figlie dell'Oratorio ebbe invitato i familiari a pregare per ottenere l'intercessione del beato Grossi, in breve tempo l'ammalata guarì completamente.
Il 20 novembre 2014 la Consulta Medica ha ritenuto la guarigione non spiegabile alla luce delle attuali conoscenze scientifiche. I Consultori teologi, il 14 aprile 2015, hanno ritenuto il caso come un vero miracolo da attribuirsi all'intercessione del beato. Papa Francesco, il 5 maggio 2015, ha autorizzato la Congregazione delle cause dei santi a promulgare il decreto relativo, seguito dalla cerimonia di canonizzazione avvenuta il 18 ottobre 2015.